# Еппл-Гроув (Західна Вірджинія)
Еппл-Гроув (англ. Apple Grove) — переписна місцевість (CDP) в США, в окрузі Мейсон штату Західна Вірджинія. Населення — 187 осіб (2020).

## Географія
Еппл-Гроув розташований за координатами 38°40′0″ пн. ш. 82°10′19″ зх. д. / 38.66667° пн. ш. 82.17194° зх. д. (38.666723, -82.171837).  За даними Бюро перепису населення США в 2010 році переписна місцевість мала площу 6,37 км², з яких 5,97 км² — суходіл та 0,40 км² — водойми.

### Клімат
| Клімат : Еппл-Гроув   | Клімат : Еппл-Гроув | Клімат : Еппл-Гроув | Клімат : Еппл-Гроув | Клімат : Еппл-Гроув | Клімат : Еппл-Гроув | Клімат : Еппл-Гроув | Клімат : Еппл-Гроув | Клімат : Еппл-Гроув | Клімат : Еппл-Гроув | Клімат : Еппл-Гроув | Клімат : Еппл-Гроув | Клімат : Еппл-Гроув | Клімат : Еппл-Гроув |
| Показник              | Січ.                | Лют.                | Бер.                | Квіт.               | Трав.               | Черв.               | Лип.                | Серп.               | Вер.                | Жовт.               | Лист.               | Груд.               | Рік                 |
| Середній максимум, °C | 5,0                 | 7,2                 | 12,8                | 18,9                | 23,9                | 28,3                | 30,0                | 29,4                | 26,1                | 20,0                | 13,3                | 7,2                 | 18,3                |
| Середній мінімум, °C  | −6,1                | −5                  | −0,6                | 4,4                 | 9,4                 | 14,4                | 17,2                | 16,7                | 12,2                | 6,1                 | 0,6                 | −3,9                | 5,6                 |
| Норма опадів, мм      | 81                  | 74                  | 99                  | 86                  | 99                  | 91                  | 102                 | 89                  | 76                  | 64                  | 71                  | 79                  | 1011                |
| --------------------- | ------------------- | ------------------- | ------------------- | ------------------- | ------------------- | ------------------- | ------------------- | ------------------- | ------------------- | ------------------- | ------------------- | ------------------- | ------------------- |
| Джерело: Weatherbase  |                     |                     |                     |                     |                     |                     |                     |                     |                     |                     |                     |                     |                     |

## Демографія
Згідно з переписом 2010 року, у переписній місцевості мешкали 204 особи в 84 домогосподарствах у складі 61 родини. Густота населення становила 32 особи/км².  Було 103 помешкання (16/км²).
Расовий склад населення:
| - 97,5 % — білих - 0,5 % — азіатів |

До двох чи більше рас належало 2,0 %. Частка іспаномовних становила 0,0 % від усіх жителів.
За віковим діапазоном населення розподілялося таким чином: 23,0 % — особи молодші 18 років, 56,9 % — особи у віці 18—64 років, 20,1 % — особи у віці 65 років та старші. Медіана віку мешканця становила 39,3 року. На 100 осіб жіночої статі у переписній місцевості припадало 90,7 чоловіків;  на 100 жінок у віці від 18 років та старших — 93,8 чоловіків також старших 18 років.
За межею бідності перебувало 8,0 % осіб, у тому числі 0,0 % дітей у віці до 18 років та 0,0 % осіб у віці 65 років та старших.
Цивільне працевлаштоване населення становило 50 осіб. Основні галузі зайнятості: роздрібна торгівля — 58,0 %, фінанси, страхування та нерухомість — 28,0 %, науковці, спеціалісти, менеджери — 14,0 %.